# Caudiès-de-Conflent
Caudiès-de-Conflent is een gemeente in het Franse departement Pyrénées-Orientales (regio Occitanie). De plaats maakt deel uit van het arrondissement Prades. Caudiès-de-Conflent telde op 1 januari 2022 21 inwoners.

## Geografie
De oppervlakte van Caudiès-de-Conflent bedroeg op 1 januari 2022 6,5 vierkante kilometer; de bevolkingsdichtheid was toen 3,2 inwoners per km².

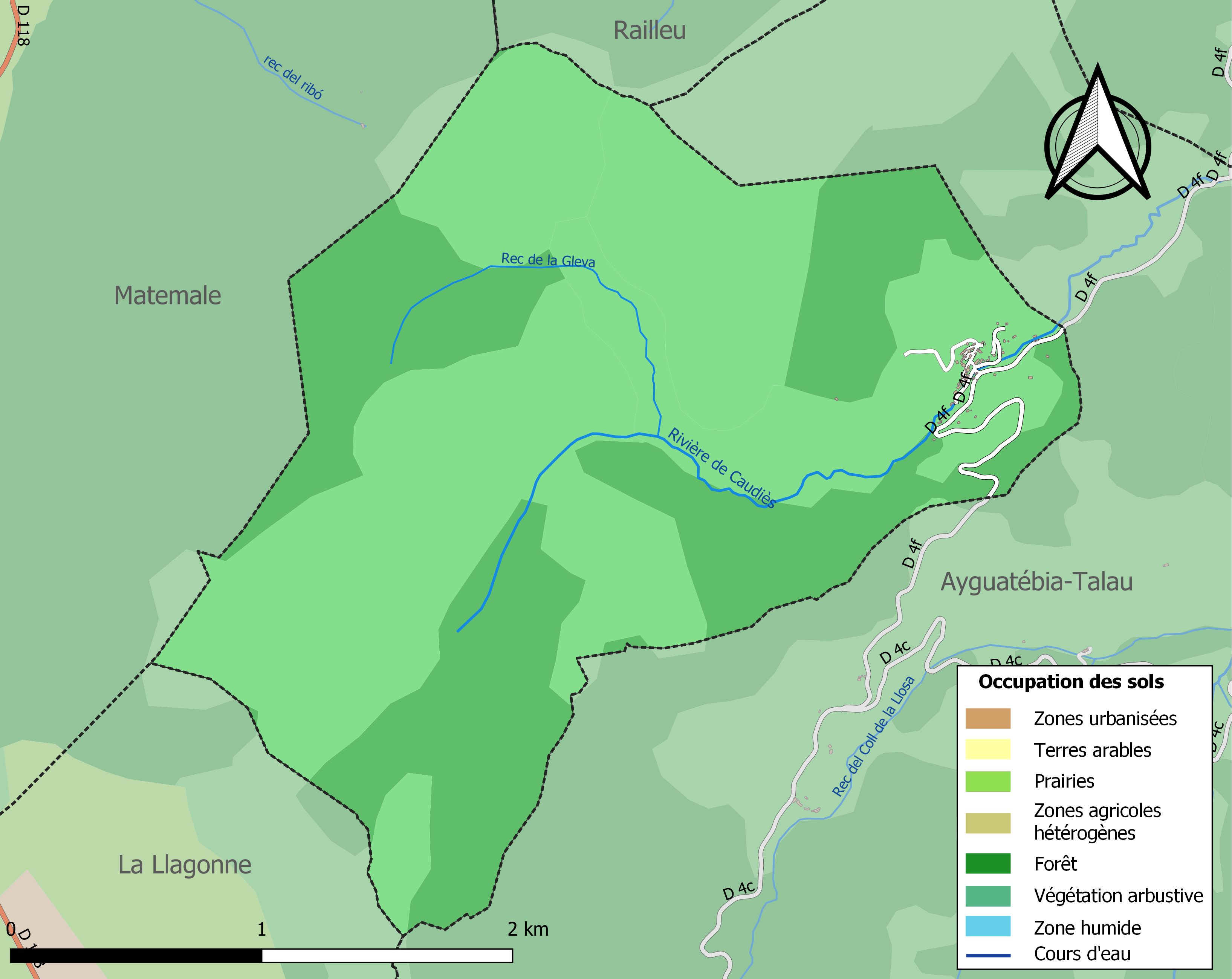
Kaart van de gemeente met de belangrijkste infrastructuur, bodemgebruik en omliggende gemeenten

## Demografie
Onderstaande figuur toont het verloop van het inwonertal (bron: INSEE-tellingen).

## Afbeeldingen

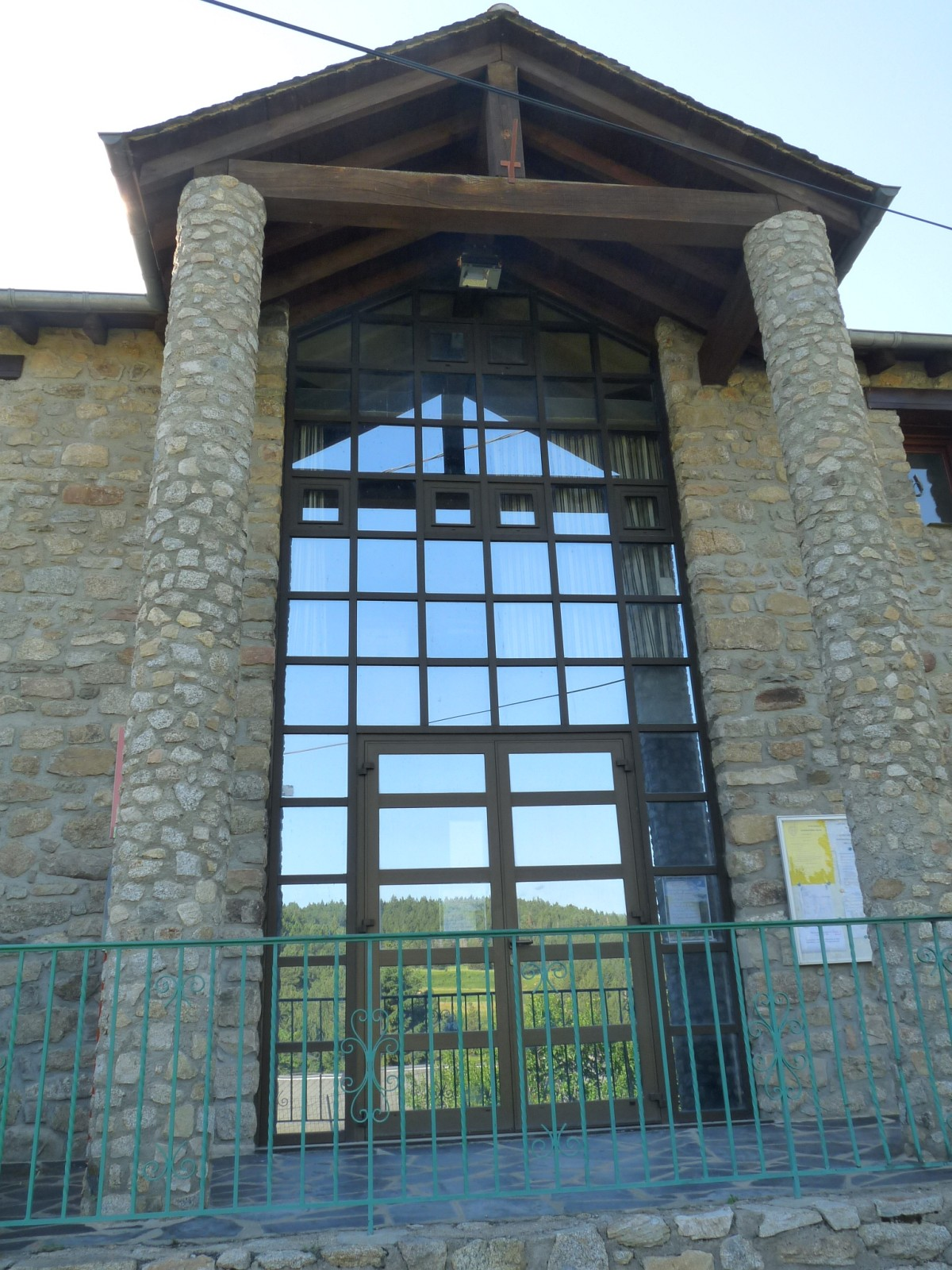
Gemeentehuis
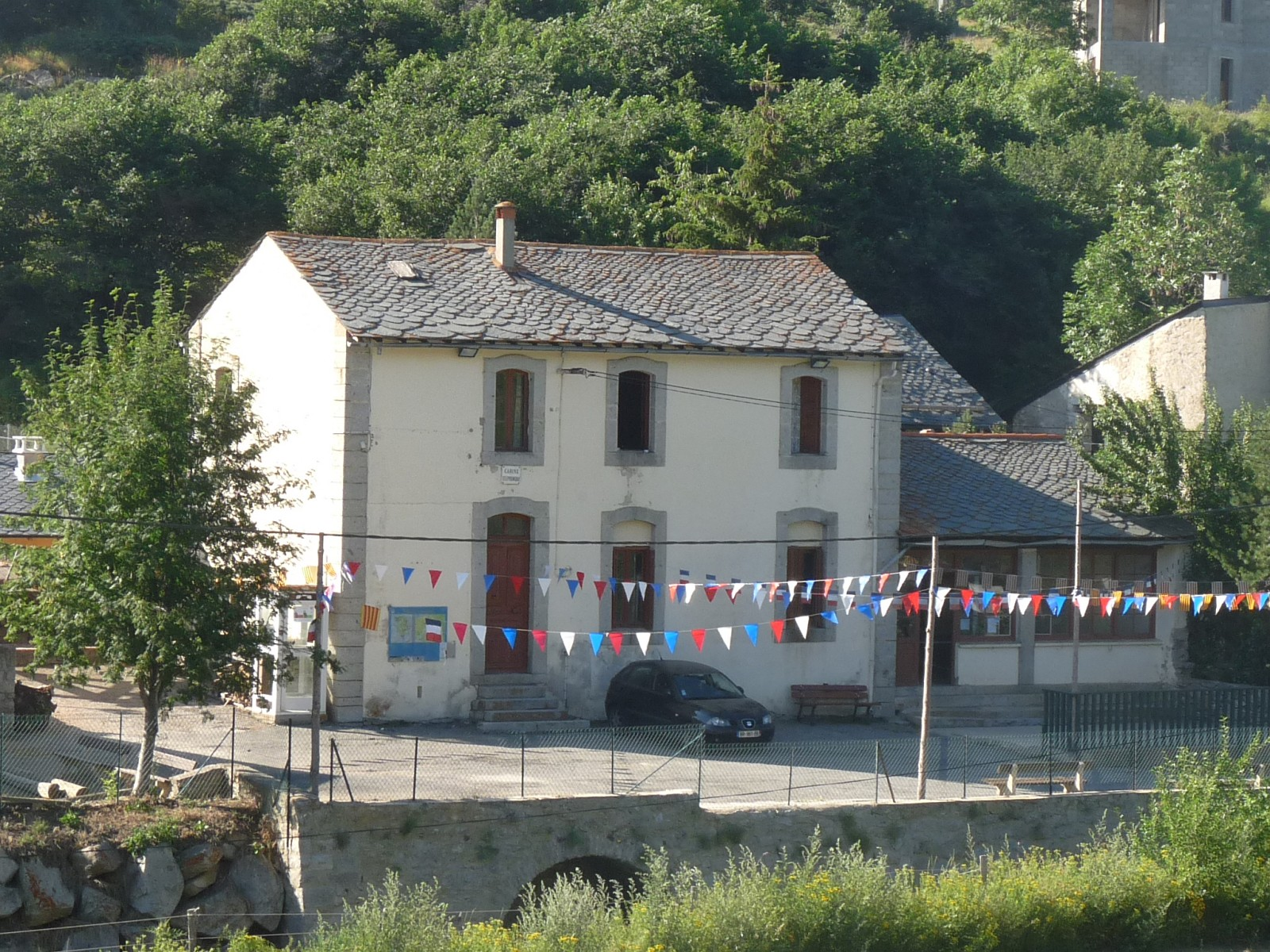
School